# 천영미
천영미(千映美, 1966년 4월 15일 ~ )은 대한민국 경기도의회 의원이다.

## 학력
- 안산공과대학 사회복지과 졸업
- 강남대학교 사회복지대학 사회복지학부 졸업
- 강남대학교 사회복지전문대학원 사회복지학과 졸업(사회복지학 석사)

## 경력
- 경기도보육시설연합회 사무국장
- 2010.07 ~ 2014.06: 제8대 경기도의회 의원
- 2014.07 ~ 2018.06: 제9대 경기도의회 의원
- 2018.07 ~ 2022.03: 제10대 경기도의회 의원

## 역대 선거 결과
|  | 37.35% |

|  | 45.21% |

|  | 70.6% |